# ابوباکار سنخاره
ابوباکار سنخاره (انگلیسی: Aboubacar Sankhare؛ زادهٔ ۱۷ ژانویهٔ ۱۹۷۸) بازیکن فوتبال اهل فرانسه است.
از باشگاه‌هایی که در آن بازی کرده‌است می‌توان به باشگاه فوتبال لانس، باشگاه فوتبال تولوز، باشگاه فوتبال فورتونا دوسلدورف، و باشگاه فوتبال کاتانیا اشاره کرد.